# 大阪市立平野小学校
大阪市立平野小学校（おおさかしりつ ひらの しょうがっこう）は、大阪府大阪市平野区にある公立小学校。

## 概要
学制発布の年でもある1872年に創立した小学校で、大阪市平野区平野地区では最も古い歴史をもつ小学校である。また当時の住吉郡全域でも最も早い時期に開設された小学校でもある。
江戸時代に同地を支配していた下総国古河藩陣屋敷（現在、その事を示す石碑が残されている）の跡地に築かれた。
近隣にあり、同校卒業生の進学先でもある大阪市立平野北中学校との小中連携の取り組みをすすめ、大阪市教育委員会から小中一貫教育の研究指定を受けている。

## 沿革
平野七名家の1人土橋友直らによって1717年に創設された郷学の含翠堂が前身とされる。
1872年の学制発布に伴い、平野泥堂町240番地・古河藩陣屋敷跡に第三大学区第三中学区住吉郡第一学区小学校（平野小学校）が開設された。開設当時の通学区域は平野郷の7町（町村制施行により統合し住吉郡平野郷町）のほか、住吉郡今林村・新在家村・今在家村・中野村・砂子村・鷹合村・湯谷島村、渋川郡鞍作村・正覚寺村・四条村・大地村・伊賀加村・西足代村の計7町13ヶ村となっていた。
なお当時の校区の7町13か村は後年、町村制実施による統合により、住吉郡平野郷町（現在の平野区平野地域）の全域・北百済村（現在の東住吉区北東部）の大半・南百済村（現在の東住吉区中部）の全域、および渋川郡加美村（現在の平野区加美地区）の一部・巽村（現在の生野区巽地区）の一部となった。
その後1874年6月、鷹合村（町村制実施で南百済村）を校区から分離して住吉郡第三番小学校を設置した。また同月には、中野村・湯谷島村・砂子村（町村制実施で南百済村）を分離して住吉郡第四番小学校（現在の大阪市立南百済小学校）を分離した。
1875年5月には今林村・新在家村・今在家村（町村制実施で北百済村）を校区から分離し、住吉郡第八番小学校（現在の大阪市立育和小学校）が開校している。
住吉郡外の6ヶ村を校区から分離した正確な時期や経緯については、平野小学校の沿革史では「はっきりしない」と記されている。一方で、郡外の村を校区とする小学校が1873年-1875年に相次いで創立していることから、分離はその前後であると推定される。渋川郡大地村に1875年、堺県河内国第五十一番小学校（現在の大阪市立巽小学校）が設置されている。また渋川郡鞍作村には堺県渋川郡第三十六番鞍作小学校が1873年に設置され、渋川郡正覚寺村には堺県渋川郡第百五十番正覚寺小学校が1874年に設置されている。鞍作・正覚寺の両校は1887年に合併し、現在の大阪市立加美小学校となった。
平野小学校は教育制度の変遷により、明治時代中期には平野尋常小学校となった。
1887年には敷地内に東成郡杭全高等小学校を併設した。東成郡平野郷町・北百済村・南百済村・田辺村・喜連村の5ヶ町村組合で運営され、のちに中河内郡加美村・巽村も組合に加入している。杭全高等小学校は1924年に平野尋常小学校と合併し、平野尋常高等小学校となった。高等科は1931年5月23日に大阪市平野高等小学校として分離し、独立校舎（現在の大阪市立平野西小学校敷地）に移転した。
また明治時代後期には、裁縫学校や実業補習学校なども小学校敷地内に併設していた。裁縫学校は1906年に設置され、1926年に大阪市平野家政女学校へと改編された。家政女学校は1931年、平野高等小学校の独立校舎内へ移転した。家政女学校はその後1944年に浪華女子商業学校へと吸収され、統合先の浪華女子商業学校はさらに大阪市立東商業高等学校へと吸収されている。
大正時代後期から昭和時代初期にかけて児童数が増加し、二部授業なども実施していた。1938年には従来の校区を分割する形で、住吉区平野西脇町（現在の平野区背戸口4丁目1番31号）・平野高等小学校敷地に大阪市平野第二尋常小学校（現在の大阪市立平野西小学校）を設置した。平野小学校からは児童1026人が平野第二小学校に転出している。平野第二尋常小学校の開校に伴い、従来の平野高等小学校（1941年広野国民学校、1947年廃校）は現在の大阪市立摂陽中学校敷地へと移転している。
1934年9月21日の室戸台風では木造校舎が倒壊し、児童4人が死亡、児童の重軽傷者28人、教職員の重軽傷者5人を出す大きな被害を受けた。被災した校舎は鉄筋校舎として復旧している。
1941年には国民学校令の施行により、大阪市平野国民学校へと改称した。太平洋戦争の戦局を反映して軍国主義的な教育が強化され、当時モデル校として体練科の公開授業や視学による学校視察、軍人援護教育指定校への選定などがおこなわれた。
1944年9月18日には学童集団疎開が実施され、南河内郡富田林町（現在の富田林市）へ児童568人が疎開した。集団疎開は終戦直後の1945年10月23日まで続けられた。
学制改革により、1947年に大阪市立平野小学校となった。また一時期、新制大阪市立東住吉第二中学校（現在の大阪市立平野中学校）に校舎の一部を貸し出した。
地域の児童の増加により1960年には平野・平野西・喜連の各小学校の校区を再編して大阪市立平野南小学校を設置し、平野小学校から児童219人が転出している。
1950年代初頭には体育教育の研究に力を入れた。また1960年代半ばには文部省より算数科の研究校に指定され、図形指導を中心とした研究を実施した。また1960年代後半より1970年代初頭には、学校給食指導の研究にも重点を置いていた。

### 年表
- 1872年11月3日 - 第三大学区第三中学区住吉郡第一学区小学校として創立。のちに東成郡平野尋常小学校と称する。
- 1887年 - 敷地内に東成郡杭全高等小学校を併設。
- 1924年 - 東成郡杭全高等小学校と合併。東成郡平野尋常高等小学校と称する。
- 1925年4月1日 - 平野郷町の大阪市への編入により、大阪市平野尋常高等小学校に改称。
- 1931年5月23日 - 高等科を分離（大阪市平野高等小学校として独立）。大阪市平野尋常小学校に改称。
- 1932年 - 国道25号の拡張により学校敷地減少。
- 1933年4月1日 - 大阪市平野第二尋常小学校（現大阪市立平野西小学校）を分離。
- 1934年9月21日 - 室戸台風により校舎倒壊。児童4人が死亡。
- 1941年4月1日 - 国民学校令により、大阪市平野国民学校に改称。
- 1947年4月1日 - 学制改革により、大阪市立平野小学校に改称。
- 1960年4月1日 - 大阪市立平野南小学校の開校に伴い校区縮小。
- 1961年5月 - 校地拡張。
- 1961年9月16日 - 第2室戸台風により校舎被災。講堂及び西校舎大破、北校舎中破などの被害。
- 1962年10月 - 創立90周年を記念して、校歌制定。
- 1965年 - 文部省・大阪府教育委員会・大阪市教育委員会より算数科の研究校に指定される。
- 1967年5月25日 - 算数科研究校として全国発表。
- 1970年 - 大阪市教育委員会より学校給食の研究校に指定される。
- 1971年 - 校地拡張。
- 1972年 - 創立100周年を記念して、歌「平野の子」を制定。
- 1972年4月1日 - 同和教育推進校に指定される。
- 1993年11月28日 - 全国同和教育研究大会大阪大会を開催。
- 1995年8月1日 - 東南ハギモイム開催。
- 2001年4月1日 - 大阪市学校活性化事業指定（3年間）。
- 2005年 - 文部科学省「人権教育総合推進地域事業」の指定を受ける（3年間）。
- 2007年6月 - 大阪市教育委員会から、「小中連携パイロット校調査研究事業」実施校の指定を受ける（2年間）。

## 通学区域
- 大阪市平野区 平野馬場（一部を除く）、平野北（一部を除く）、平野元町、平野宮町、平野市町（一部を除く）、平野上町（一部を除く）、平野本町3丁目、平野本町4丁目（一部）、平野東1・2・4丁目（それぞれ一部）、西脇3丁目（一部）、加美正覚寺1丁目（一部）、加美西（一部）

卒業生は基本的に大阪市立平野北中学校に進学する。

## 交通
- 関西本線（大和路線） 平野駅 南東へ約600m。
- 大阪シティバス・平野宮前バス停